# مونيكا بيدي
مونيكا بيدي (ولدت في 18 يناير 1975) وهي ممثلة هندية.

## طفولتها
بدي ولدت لدكتور برم كومار بيدي وشاكونتا في 18 كانون الثاني / يناير 1975، هاجر والداها إلى النرويج عندما كان عمرها 10 شهور. فإنهم يملكون معرض للملابس الجاهزة في النرويج.

## حياتها المهنية
بيدي بدأت حياتها المهنية مع سوراكشا في عام 1995.

### بيج بوس (الموسم 2)
يوم 17 أغسطس 2008 (تاريخ بثه تليفزيونيا)، وكان إيذانا ببدء بيدي في بيج بوس (الموسم 2) باعتبارها واحدة من المتسابقات ال 14 في الموسم الثاني من النسخة الهندي لفيلم الاخ الأكبر. طردت من منزل بيج بوس يوم 5 سبتمبر (تاريخ بثه)

## عقوبة السجن
في أيلول / سبتمبر 2002، تم القبض عليها مع أبي سالم من قبل شرطة لشبونة البرتغال للدخول إليها بوثائق مزورة. بعد سنوات من معركة قانونية، تم ترحيلهم إلى الهند في 11 نوفمبر 2005، بعد أن وعدت الهند البرتغال أن سالم لن يتلقى عقوبة الاعدام.
29 سبتمبر 2006، أدانت محكمة هندية مونيكا بيدي لتزوير جوازات السفر. مكتب التحقيقات المركزي أقام دعوى ضد بيدي تحت باب 420 (الغش)، وباب 120 (الاتفاق الجنائي)، والمادة 12 من قانون الجوازات لشرائها جواز سفر على اسم وهمي.
بيدي قد تمت تبرئتها من جميع التهم الجنائية من قبل المحكمة بوبال في 16 يوليو عام 2007 بسبب عدم وجود أدلة ضدها. قضية أخرى وهي حيازته جواز سفر من حيدر أباد ووثائق مزورة باسم سناء الملك معلقة في محكمة حيدر آباد. لكن المحكمة رفضت الإفراج عنها بكفالة في هذه القضية لأنها فشلت في استخراج جواز سفرها الأصلي. وقالت مونيكا أنها فقدت جواز سفرها في دبي. وفي 25 يوليو عام 2007 أطلق سراحها من السجن المركزي شانشالوجا واستقبله والدها بريم كومار بيدي. قالت إنها خططت لجعل العودة إلى الأفلام وادعت أنه يمكنها الحصول على عروض من كل من بوليوود صناعة السينما والتيلوجو.

## قائمة الأفلام
في التيلوجو
تاج محل (شاركت النجمة سريكانث)
سيفايا (شارك النجم راجسخار)
باللغة الهندية
- بهانجان اور كاهمران كا بيار.
- جانام سامخا كارو
- جودي رقم (1)
- باير إيشك أور محبات
- تريشي توبيوال (1998)

## البومات الموسيقى لمونيكا بيدي
- أك أونكار

## وصلات خارجية
- مونيكا بيدي على موقع IMDb (الإنجليزية)
- مونيكا بيدي على موقع أول موفي (الإنجليزية)
- مونيكا بيدي على موقع قاعدة بيانات الفيلم (الإنجليزية)